# Marie Laurencin
Marie Laurencin, född 31 oktober 1883 i Paris, Frankrike, död 8 juni 1956 i Paris, var en fransk målare och grafiker. 

## Biografi
Marie Laurencin debuterade som lyriker under pseudonymen Louise Lalanne. Hon kom tidigt i kontakt med kubisterna, och blev elev till Kees van Dongen. Hon utvecklade senare en spröd, raffinerad, personlig stil, framför allt i bilder av barn och unga flickor.
Laurencin skildrade särskilt den mondäna kvinnan i en förfinad pastellkolorit, och målade i såväl olja som akvarell. Hon utförde även grafiska blad, illustrerade böcker och gjorde scenografier och ritningar till kostymer för teatern med mera.
Hon hade ett förhållande med Guillaume Apollinaire och de två avbildas i Henri Rousseaus dubbelporträtt Musan inspirerar poeten från 1908–1909. Laurencin är representerad vid bland annat Göteborgs konstmuseum.
Våren 1925 deltog Marie Laurencin i en samlingsutställning på Alfred Flechtheims Galerie i Berlin, vilket ledde till att stadsmuseeet i Ulm förvärvade en oljemålning av henne. Åtta år senare, sensommaren 1933, deltog hennes porträtt av en flicka på en konstpolitisk utställning anordnad av en nytillträdd, nationalsocialistisk museistyrelse. Utställningen fick namnet "Zehn Jahre Ulmer Kunstpolitik" ("Tio år av konstpolitik i Ulm") och berättade var bland annat Laurencins målning (och andras) hade inköpts och hur mycket de hade kostat skattebetalarna under en tioårsperiod. Detta populistiska grepp hade redan använts på andra håll i landet och skulle användas många fler gånger framöver i en drygt tio år lång estetisk, politisk och rasistisk folkrörelsekampanj kallad Entartete Kunst. Den 26 augusti 1937 beslagtog så Propagandaministeriet i Nazityskland Marie Laurencins oljemålning Mädschenbildnis, daterad till omkring 1924, med måtten 65x54cm, på Stadtmuseum i Ulm. Målningen lagrades därefter i Schloss Schönhausens värdedepå fram till sommaren 1939, då den såldes på en auktion som kallades "Gemälde und Plastiken moderner Meister aus deutschen Museen" ("Målningar och skulpturer av moderna mästare från tyska museer") i den schweiziska staden Luzern. Den ropades in av det belgiska museet Le Musée d’Art moderne et d’Art contemporain i Liège.
Marie Laurencin har sedan 2017 ett eget museum i Tokyo. Det grundades redan 1983 i Nagano, till hundraårsminnet av hennes födelse, av samlaren Masahiro Takano, men av olika skäl flyttades det med början 2011 till huvudstaden. Museet hyser 600 av hennes verk. 
Marie Laurencin har även en krater på Venus uppkallad efter sig.